# Escape Plan
Escape Plan är en amerikansk actionfilm från 2013 med Sylvester Stallone och Arnold Schwarzenegger i huvudrollerna. Filmen spelades in under april-augusti 2012 och hade biopremiär i oktober 2013. Filmen regisseras av den svenske regissören Mikael Håfström. Under inspelning gick filmen under namnet The Tomb.

## Handling
Ray Breslin (Stallone) är säkerhetsexpert som designar rymningssäkra fängelseanstalter tack vare sin unika talang för att bryta sig ut. Men när Breslin ska testa ett nytt rymningssäkert fängelse går allt fel. Han blir oskyldigt dömd för ett brott han inte har begått och hamnar bakom galler på ett fängelse som är rymningssäkert och det finns ingen utväg. Tillsammans med andra fångar, bl.a. straffången Emil Rottmayer (Schwarzenegger), måste nu Breslin på något sätt rymma från sin egen konstruktion och ta reda på vem som satte dit honom. Breslins familj mördades av en brottsling som rymde från ett fängelse. Därför ägnade han sitt liv att göra fängelser rymningssäkra.

## Skådespelare
- Sylvester Stallone - Ray Breslin
- Arnold Schwarzenegger - Emil Rottmayer
- Jim Caviezel - Fängelsedirektör Willard Hobbes
- Curtis "50 Cent" Jackson - Hush
- Sam Neill - Dr. Kyrie
- Vinnie Jones - Drake
- Faran Tahir - Javed
- Vincent D'Onofrio - Lester Clark
- Amy Ryan - Abigail Ross
- Graham Beckel - Fängelsedirektör Brims
- Matt Gerald - Fångvakten Roag
- Caitriona Balfe - Jessica Mayer